# أكجكال (تمكرت)
أكجكال هي إحدى مشيخات المملكة المغربية، تتبع جغرافيا لإقليم الحوز وإداريًا لتمكرت. يقدر عدد سكانها بـ 3575 نسمة حسب الإحصاء الرسمي للسكان والسكنى لسنة 2004.